# Automobiles Grégoire
Pour les articles homonymes, voir Grégoire.
Les Automobiles Grégoire sont une entreprise française, créée en 1902 par Pierre-Joseph Grégoire à Poissy (Yvelines) et disparue en 1924.

## Histoire

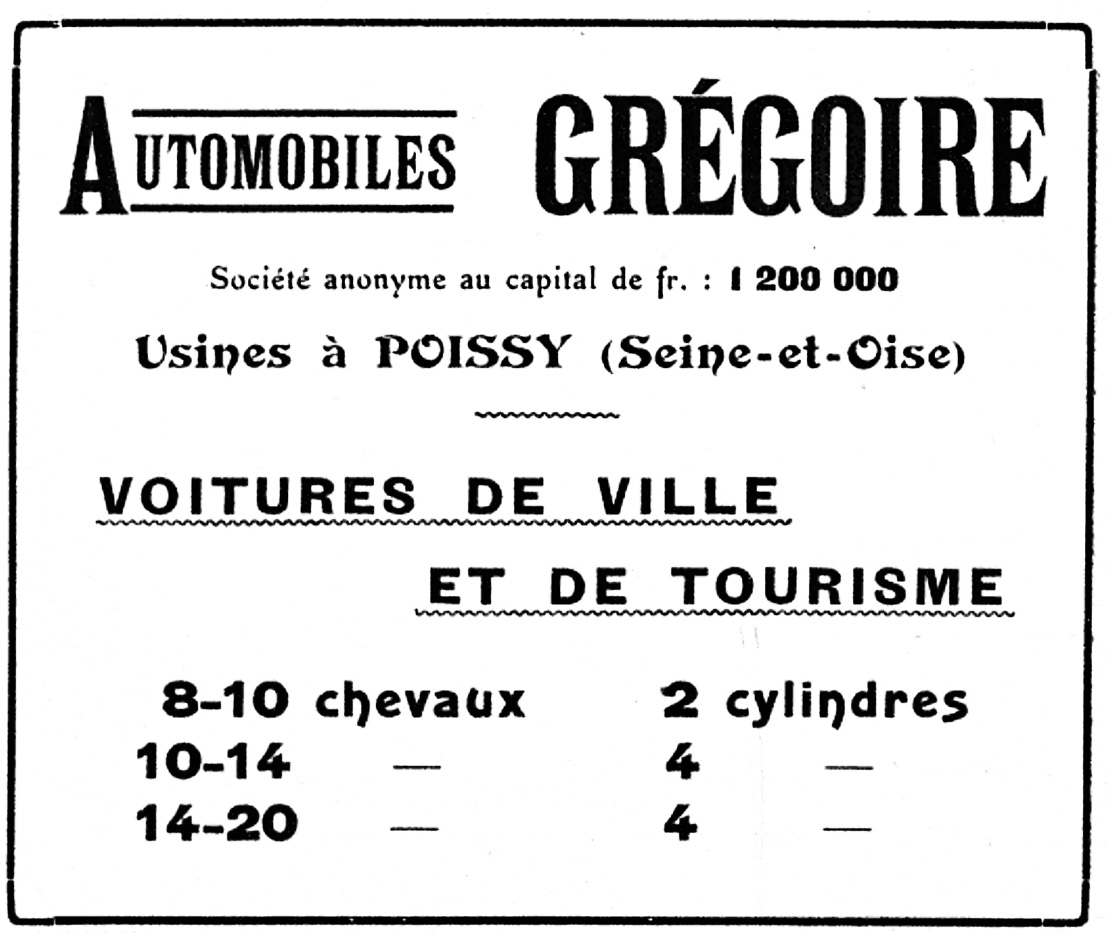
Automobiles Grégoire (1907).

En 1899, un constructeur mécanicien du nom de Louis Soncin fabrique des moteurs pour les voiturettes « Cyclone ». Grâce à ses moteurs, ce fabricant réalise le 21 septembre 1899, le record 
du monde du kilomètre, effectué par le pilote Henri Beconnais en 48 secondes (soit 75 kilomètres à l'heure) à Achères (Yvelines).
Pierre-Joseph Grégoire, ingénieur de l'École centrale de Paris, s'associe à Louis Soncin le 25 août. Ils créent alors une société appelée Soncin-Grégoire et Cie, automobiles, construction mécanique.
Mais l'association dure peu de temps. Le 8 octobre 1902, Monsieur Soncin cède ses droits à Monsieur Grégoire. Le 17 novembre 1902, l'unique propriétaire dépose un brevet d'invention pour un mécanisme de changement de marche.
En 1905, l'entreprise entreprend l'élaboration d'un châssis bicylindre de 8/10 HP. Elle se consacre aussi à la compétition automobile, et participe notamment au circuit des Ardennes, avec de célèbres pilotes tels que Taveneaux, le comte Louis Philippe de Marne et Xavier Civelli de Boch.
En 1906, l'usine de Poissy s'agrandit. En 1907, l'entreprise construit exclusivement des moteurs monobloc sur tous ses modèles.
Un an plus tard, la société transfère son siège social à Levallois-Perret, puis à Neuilly-sur-Seine, la production restant à Poissy.
Lors du premier salon de l'aéronautique à Paris en 1909, le Grégoire Gyp, monoplan de 10 mètres d'envergure et 11 mètres de longueur, propulsé par un moteur 4 cylindres, est exposé.
En 1911, la société décide de remplacer les anciennes voitures par de nouvelles, munies de moteurs à quatre cylindres à longue course. Les recherches se focalisent alors sur la carrosserie : la double berline, le sous-marin coupé et la limousine.
Au salon de l'automobile de 1912, la société des automobiles Grégoire présente les voiturettes Dumont et Bellanger. L'année suivante, Robert Bellanger quitte la société Grégoire et fonde la Société Anonyme des Automobiles Bellanger Frères.
Au début de la Première Guerre mondiale, la firme produit cinq modèles. Elle se focalise alors sur la fabrication de matériel militaire. Deux modèles sont pourtant toujours en construction. À la fin des hostilités, la gestion commerciale et l'exportation sont confiées à Jacques Hinstin. La marque est promue par un châssis 15 HP proposé en six modèles. Mais la situation financière se détériore.
En 1921, le 15 HP est réactualisé. Il devient type 134 (15/50). C'est le dernier modèle fabriqué par l'entreprise Grégoire. Trois ans plus tard, Jacques Bignan rachète les installations de Poissy pour y monter ses modèles 3 litres.
Alors que Grégoire était le 15e constructeur automobile français à la veille du premier conflit mondial, l'entreprise disparaît donc en 1924, victime de la concurrence des premières productions en série.
Pierre-Joseph Grégoire décède le 25 juillet 1962 à Suresnes à l'âge de 86 ans.

Automobiles Grégoire
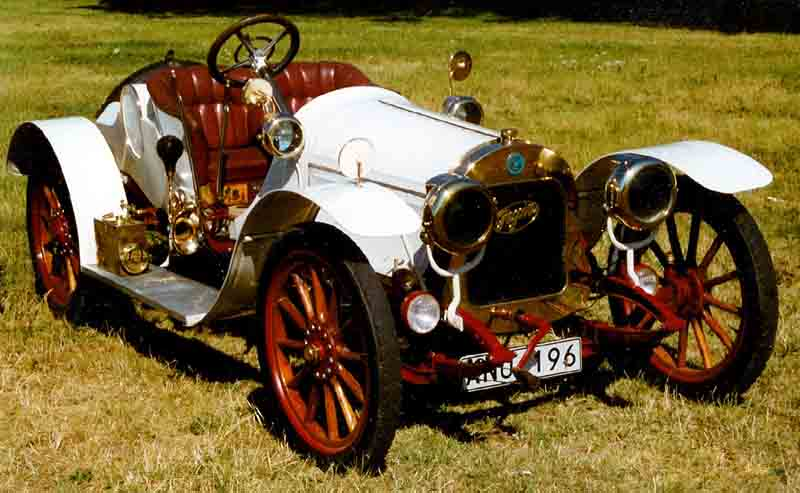
Une Grégoire de 1908.
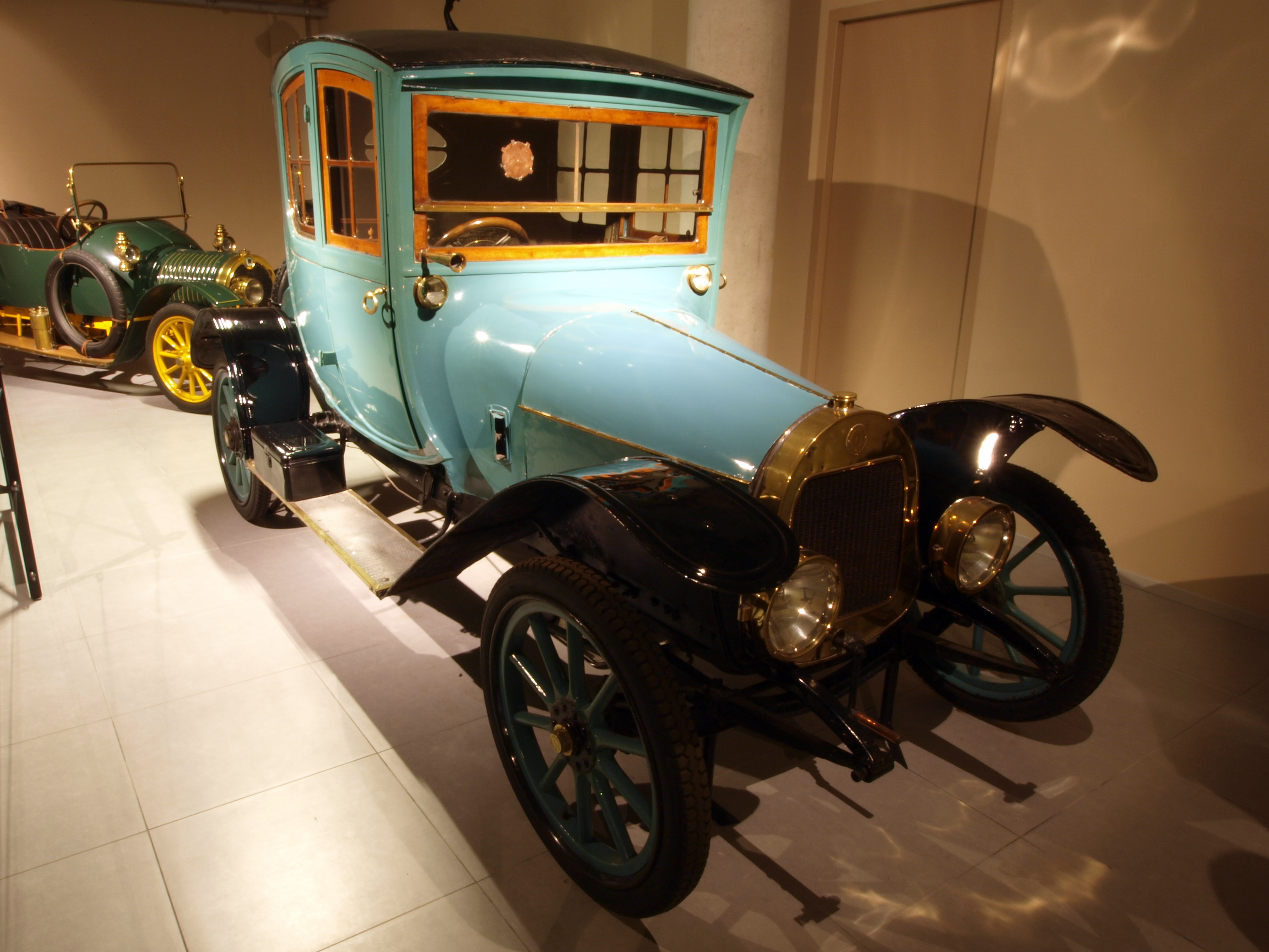
Un coupé Grégoire de 1909.
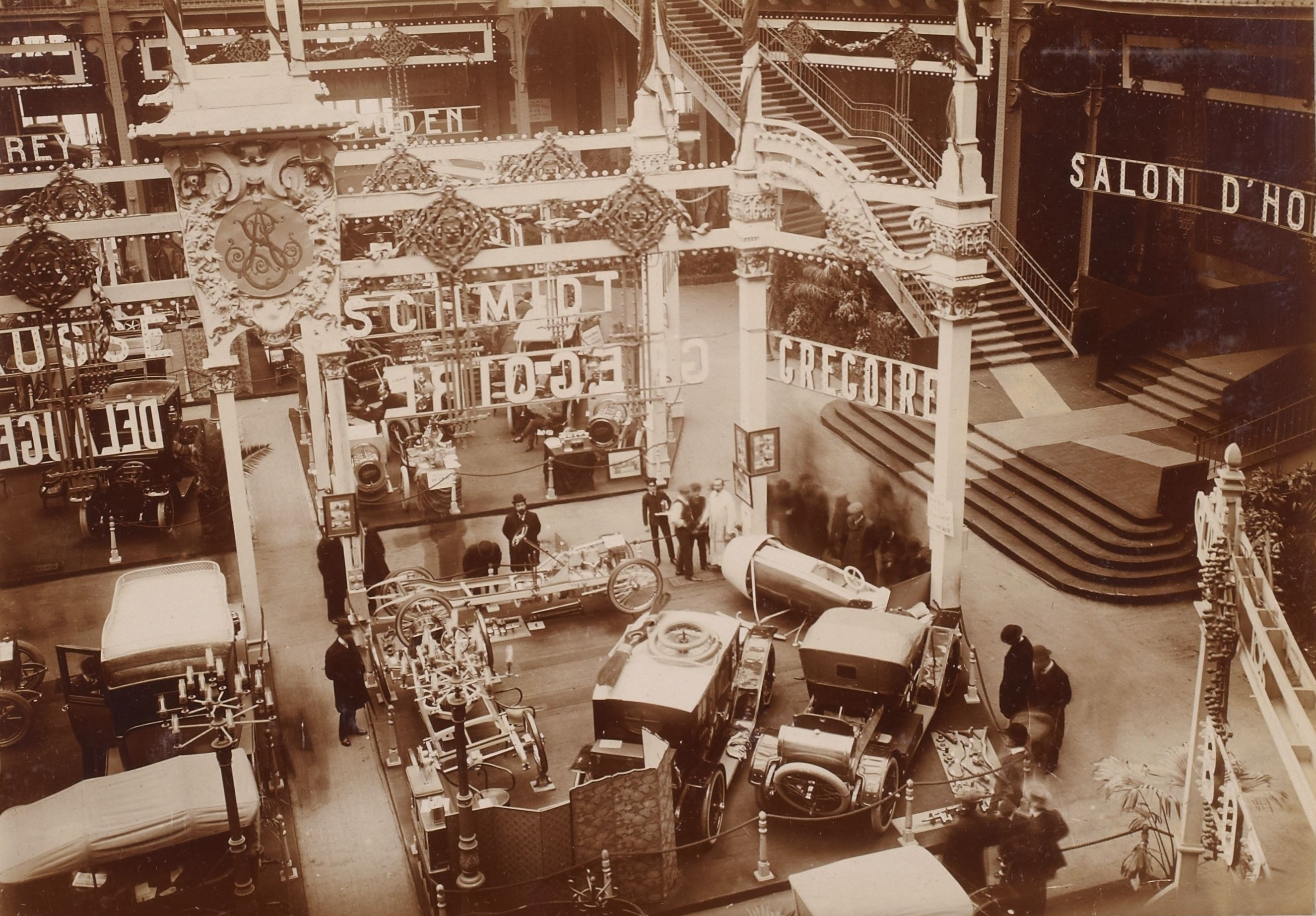
Stand Grégoire, au Salon de l'Automobile de 1910.
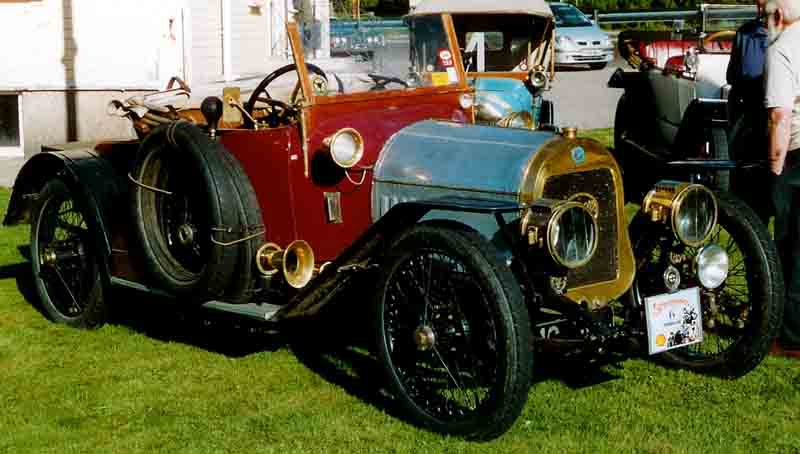
Une Grégoire de 1911.
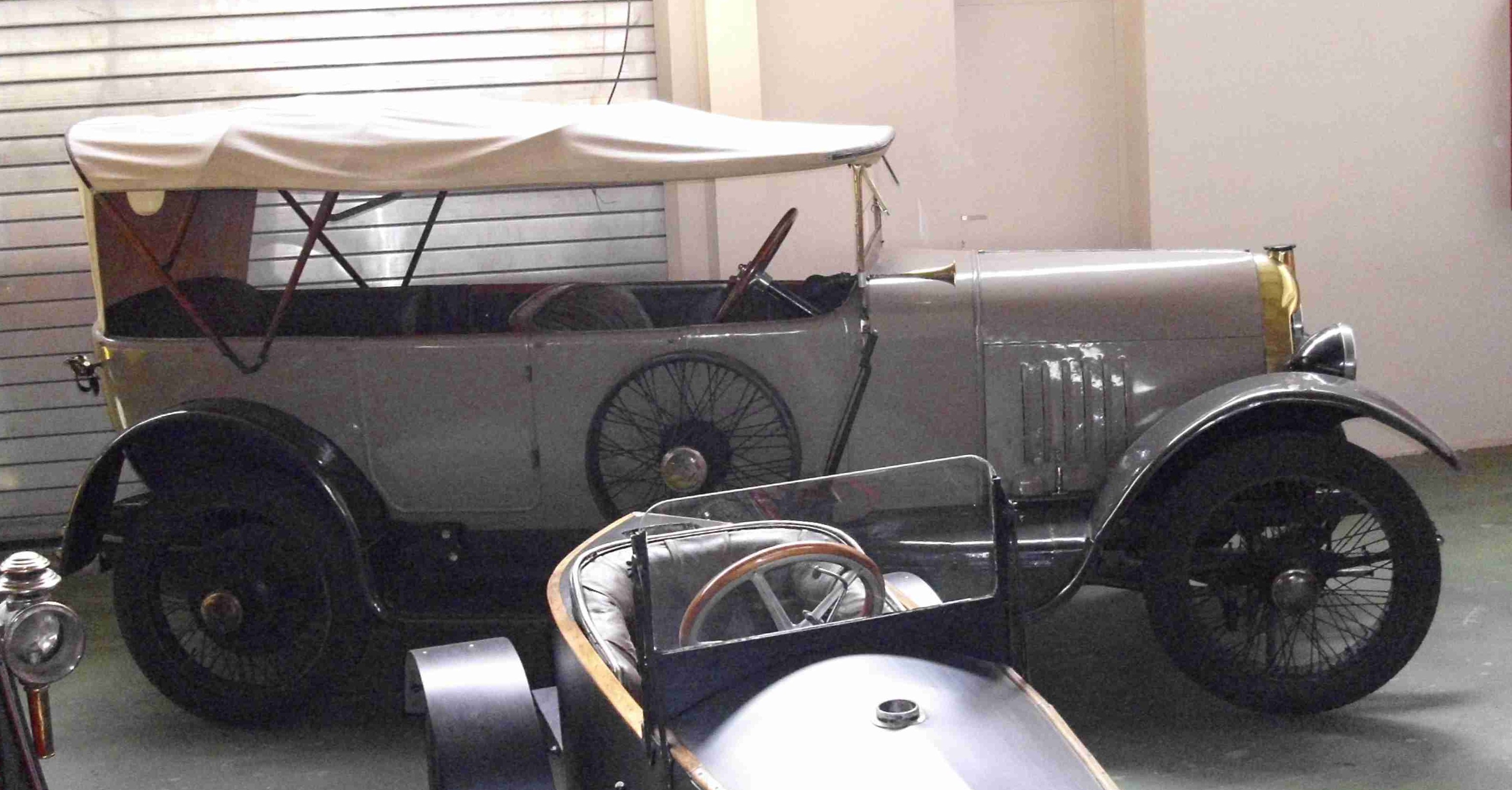
Une Grégoire 15 HP de 1921, type 134.
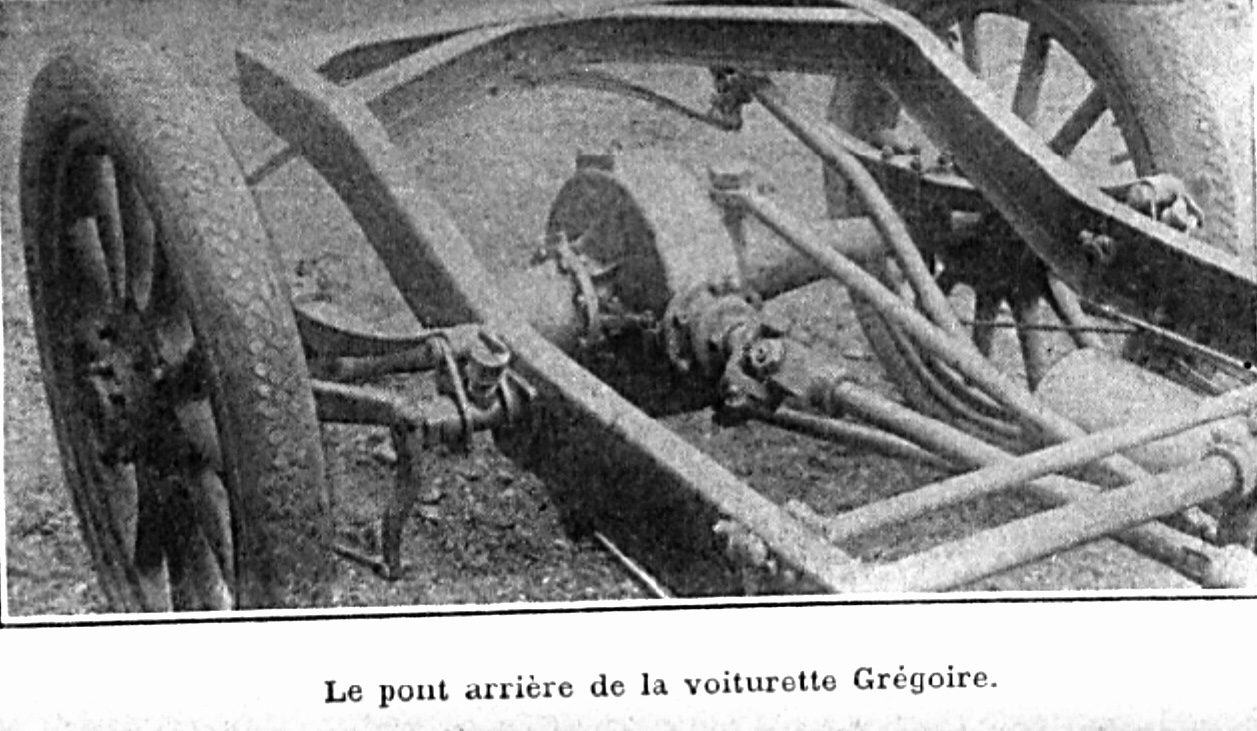
Différentiel d’essieu arrière et arbre à cardan Grégoire de 1907[2].

## Les usines
Les usines occupent un terrain compris entre le no 49 du boulevard Devaux et le no 46 du boulevard Robespierre (à l'époque boulevard de Maisons) à Poissy.
Pendant ses années fastes, les Usines Grégoire produisent 15 000 à 20 000 voitures par an. En 1913, la société est le quinzième producteur français. Elle emploie 1 500 personnes et réalise un chiffre d'affaires de 75 000 000 francs.
Le salaire horaire d'un manœuvre s'élève à 50 ou 60 centimes ; celui d'un professionnel à 1 franc environ, pour une durée du travail atteignant 200 à 220 heures par mois. Chaque ouvrier bénéficie d'un salaire minimum garanti appelé « taux d'affûtage » .

## Les avions

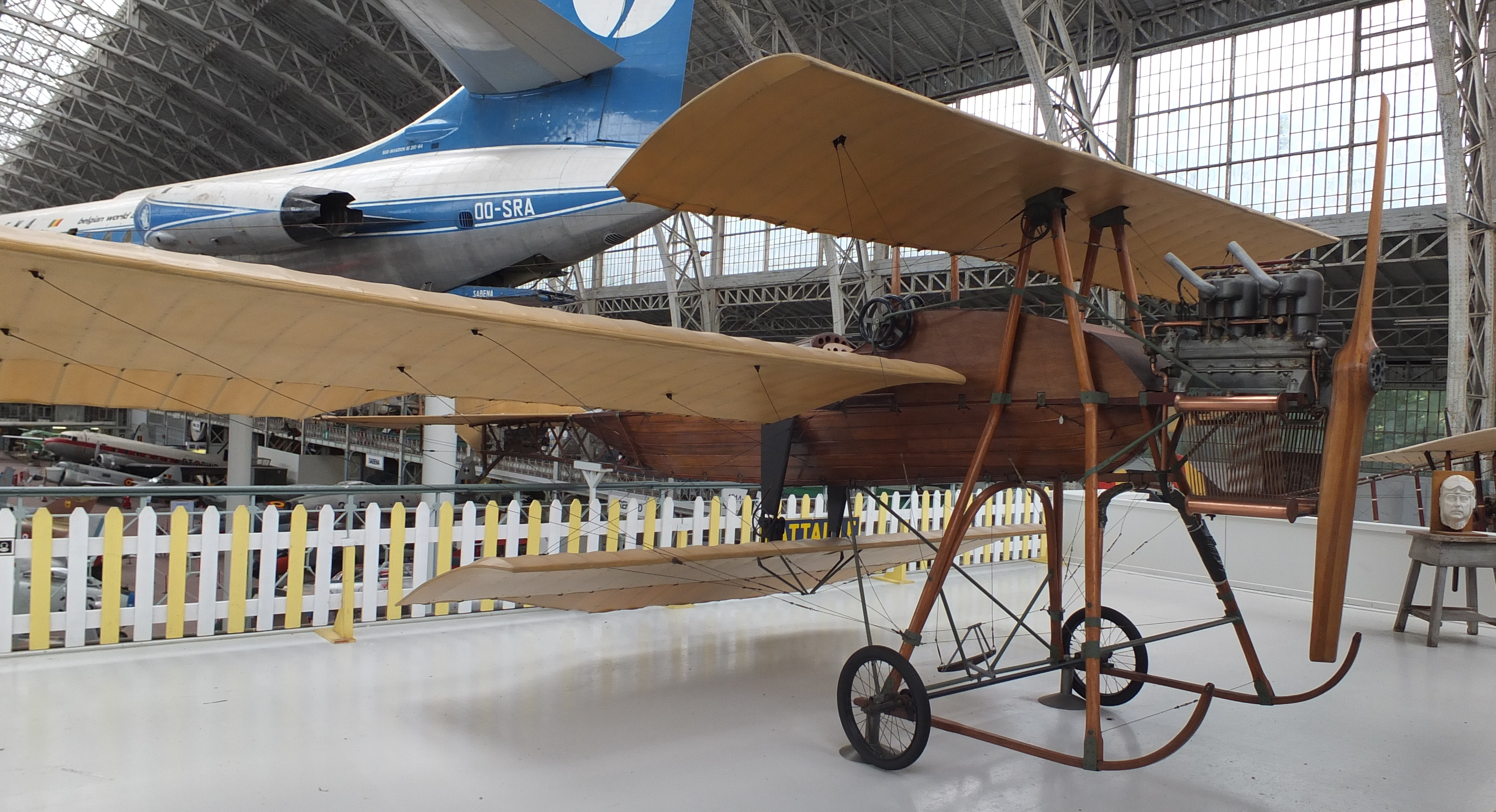
Triplan 1910 de César Battaille et Henri Jonnieau, équipé d'un Grégoire-Gyp 40 hp. Testé en 1912, il est le seul aéroplane belge de cette période.

Au Salon aéronautique de 1902, la société Grégoire propose des moteurs pour ballons dirigeables. La S.A. se focalise ensuite sur les moteurs d'avions : les « Moteurs d'Aviation Grégoire-Gyp » fabriqués à Suresnes, et produits en série normale.
Le premier moteur créé donne une puissance de 20-28 chevaux à 1 700 tr/min et pèse 60 kg ; le deuxième donne 30-40 chevaux à 1 600 tr/min pour une masse de 80 kg, et le troisième fournit 50-60 chevaux à 1 300 tr/min pour une masse de 115 kg.
Vers 1910, la société lance deux autres moteurs, dont un de 40 chevaux, qui équipe l'avion Hanriot la même année. Ce moteur est alors classé deuxième lors des premiers essais officiels de 1909 ; il fournit une puissance de 58 chevaux.

## Les voitures
En 1907, les véhicules suivants ont été proposés :
- Moteur bicylindre 8/10 CV d’une cylindrée de 1527 cm³ avec un alésage de 90 mm et une course de 120 mm.
- Moteur quatre cylindres 10/14 CV de 1767 cm³ avec alésage de 75 mm et course de 100 mm.
- Moteur quatre cylindres 14/20 CV de 3054 cm³ avec un alésage de 90 mm et une course de 120 mm[5].

### LesFêtes Grégoire
La société Grégoire participe à des courses automobiles de 1905 jusqu'en 1921, et organise des Fêtes Grégoire. L'objectif de ces dernières est de créer une Amicale, dont le point central est l'usine. Les propriétaires et les utilisateurs des moteurs Grégoire se rencontrent, exposent leurs problèmes, expriment leurs vœux…
Un journal mensuel, le Grégoire Journal, « Organe du Grégoire Automobile Club », est d'ailleurs créé en 1908 pour établir puis sauvegarder les liens entre les utilisateurs. Les dernières fêtes ont eu lieu en 1999, avec « Le 100e Anniversaire des 100 km/h ».

Les voiturettes Grégoire
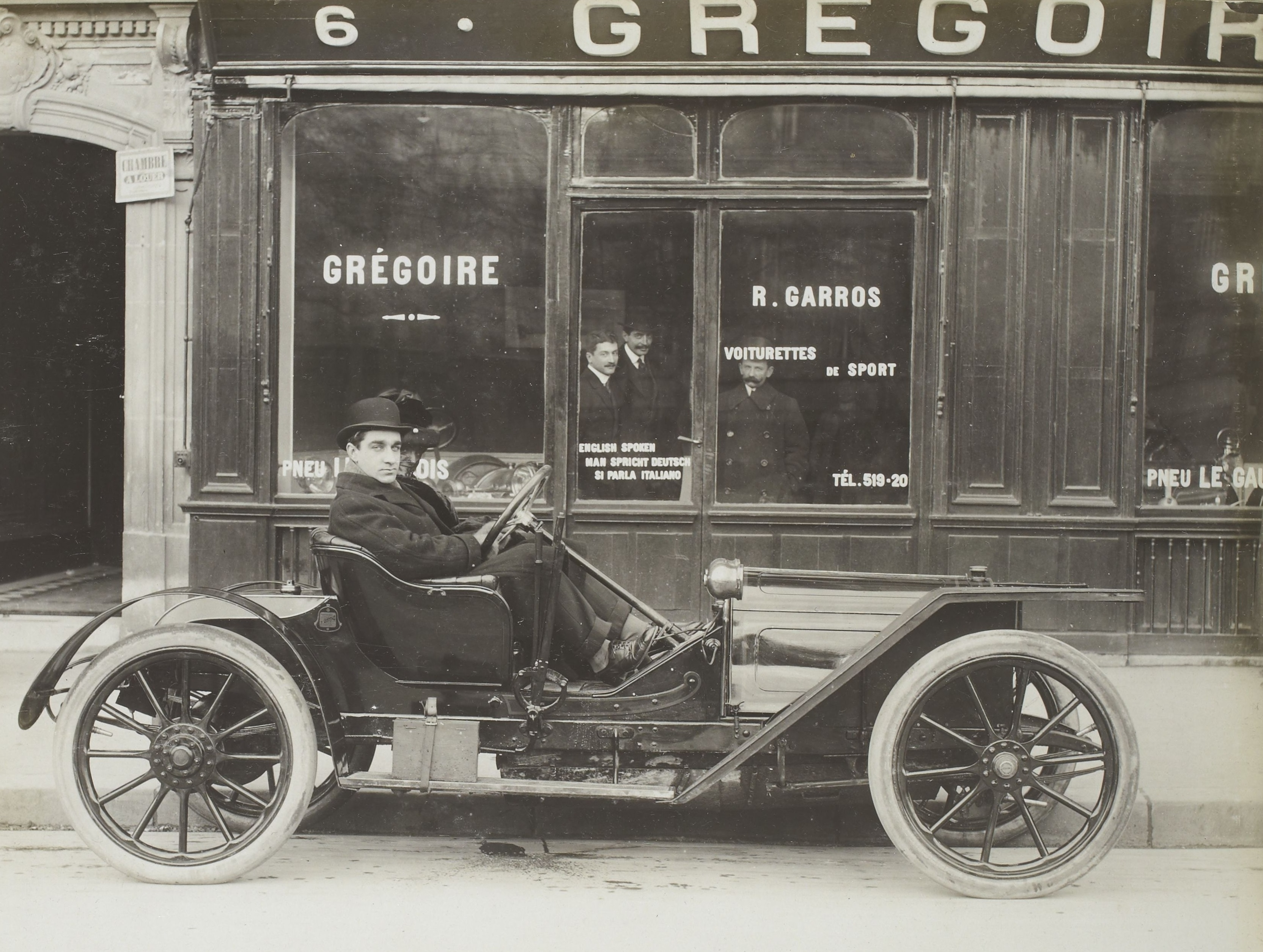
Le pignon sur rue des voiturettes Grégoire à Paris (1909).
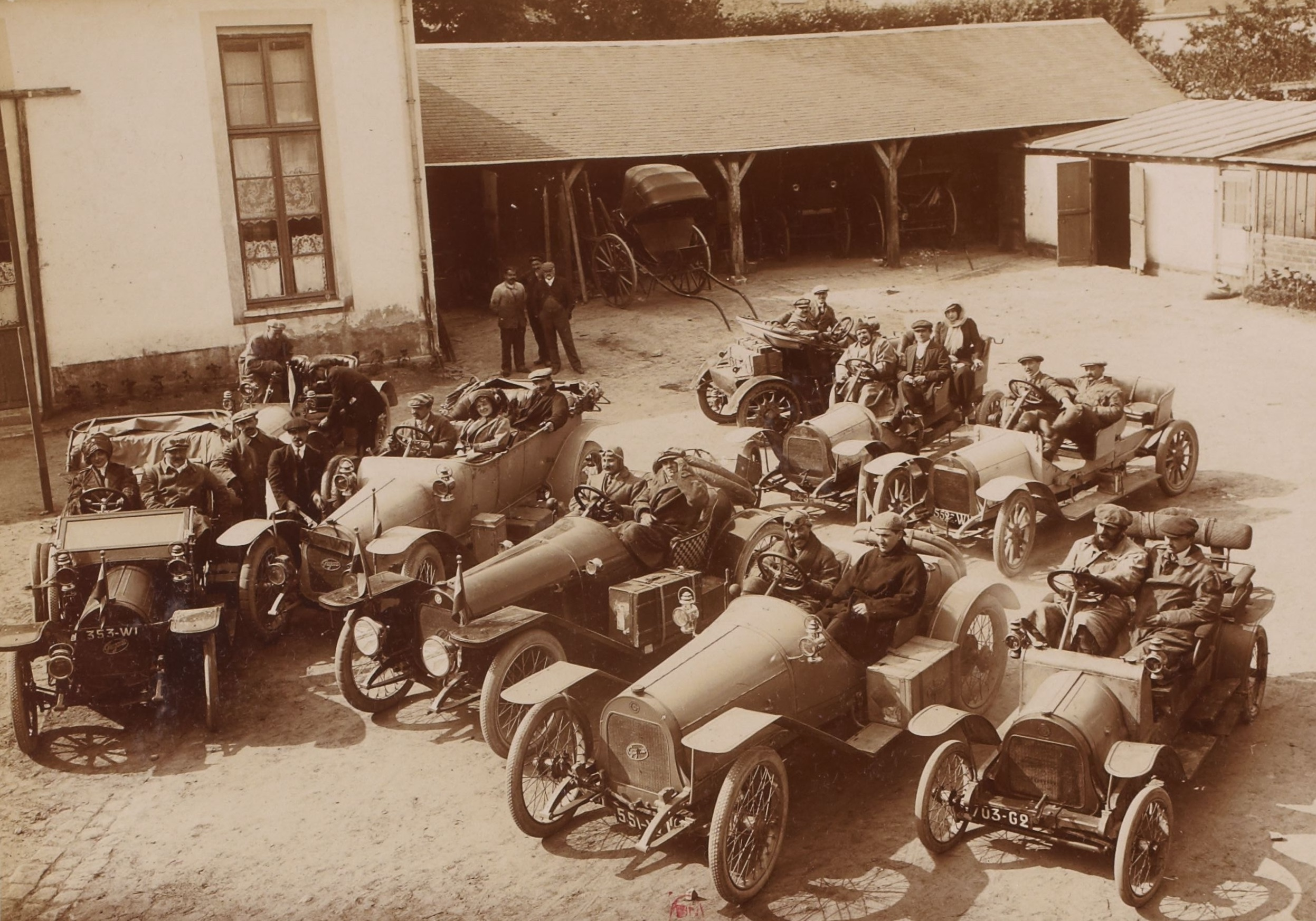
La fête Grégoire - une centaine de voitures les 13 et 14 juillet 1910 à l'Étang du Puits (Cher).

### Compétitions automobiles
En 1905 Philippe Tavenaux termine deuxième du Circuit des Ardennes Voiturettes, mais le principal pilote en course pour la marque est Jean Porporato, vainqueur de la Coupe de la Sarthe en 1913 (2e édition), sur Grégoire 3L. (à pneus Pirelli), et qui finit également cinquième de la Coupe des Voiturettes en 1911. Les autres en formule libre ont pour noms Philippe de Marne -déjà actif sur voiturettes depuis 1907-, Eugène Renaux, Léon Collinet, ou encore Mario Romano, au début des années 1910.
Le 21 septembre 1912, sur une roulotte Grégoire -dite La Ménagerie Grégoire-, Jean Porporato toujours, avec 11 passagers à bord -dont Mr et Mme Picard-, remporte le rallye de régularité Posen (Pologne)-San Sébastian (Espagne), le véhicule obtenant aussi le Prix de l'Élégance, notamment avec ses jardinières de fleurs en balconnets (3 500 kilomètres parcourus en 7 jours, 2e Hispano-Suiza et 3e Berliet).

Les automobiles Grégoire, dans les compétitions
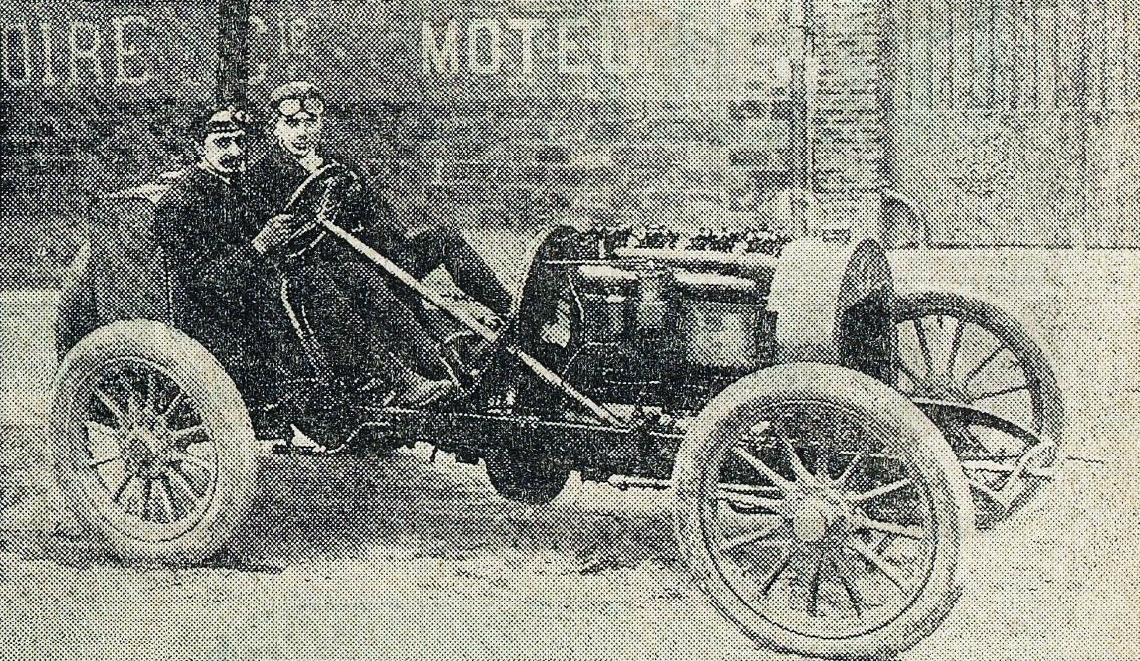
Philippe Taveneaux sur la Grégoire Grand Prix, en 1906.
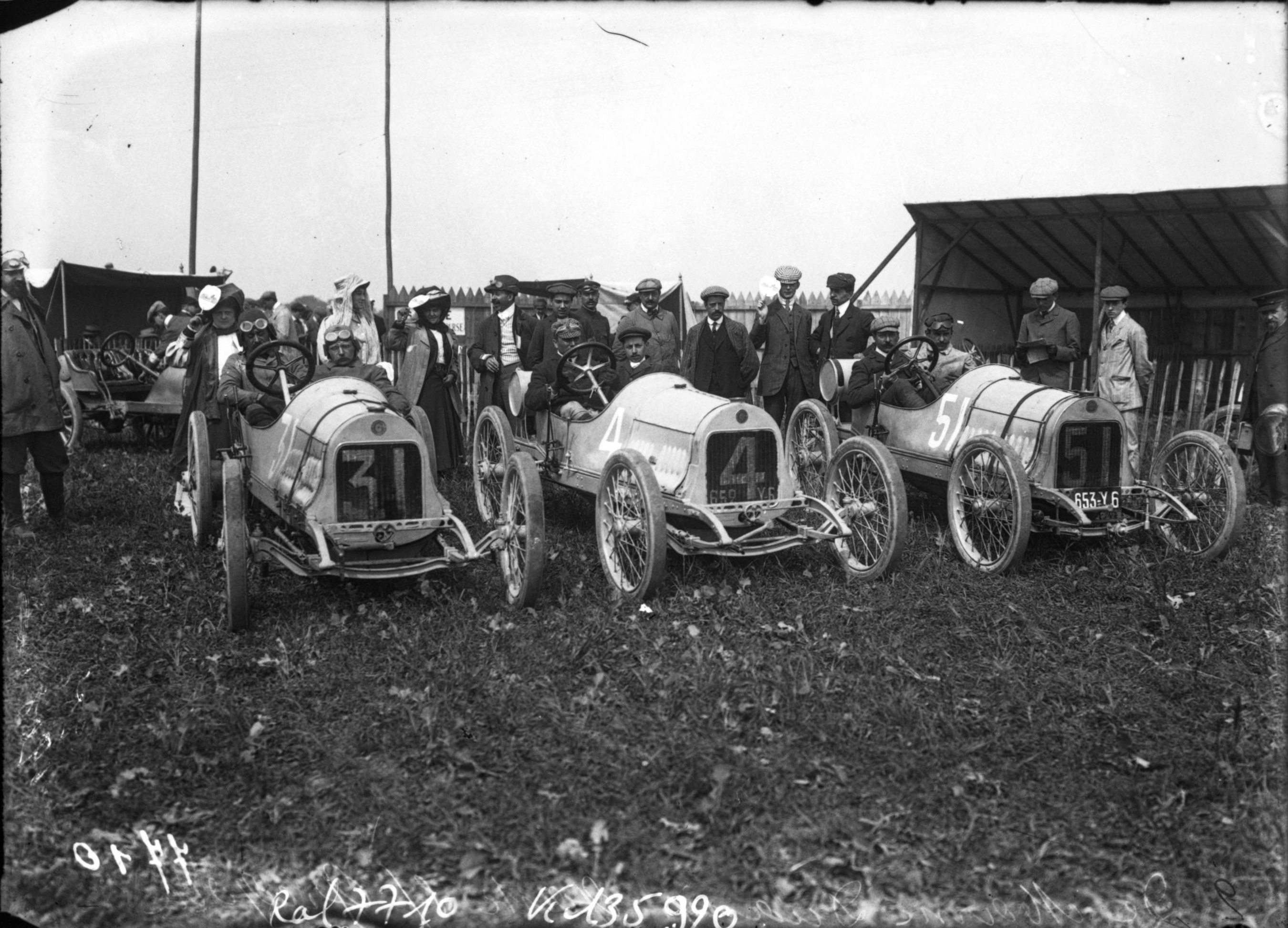
L'équipe Grégoire (de Marne, Pinaud et Gasté) en 1908 au premier Grand Prix de Voiturettes de Dieppe.
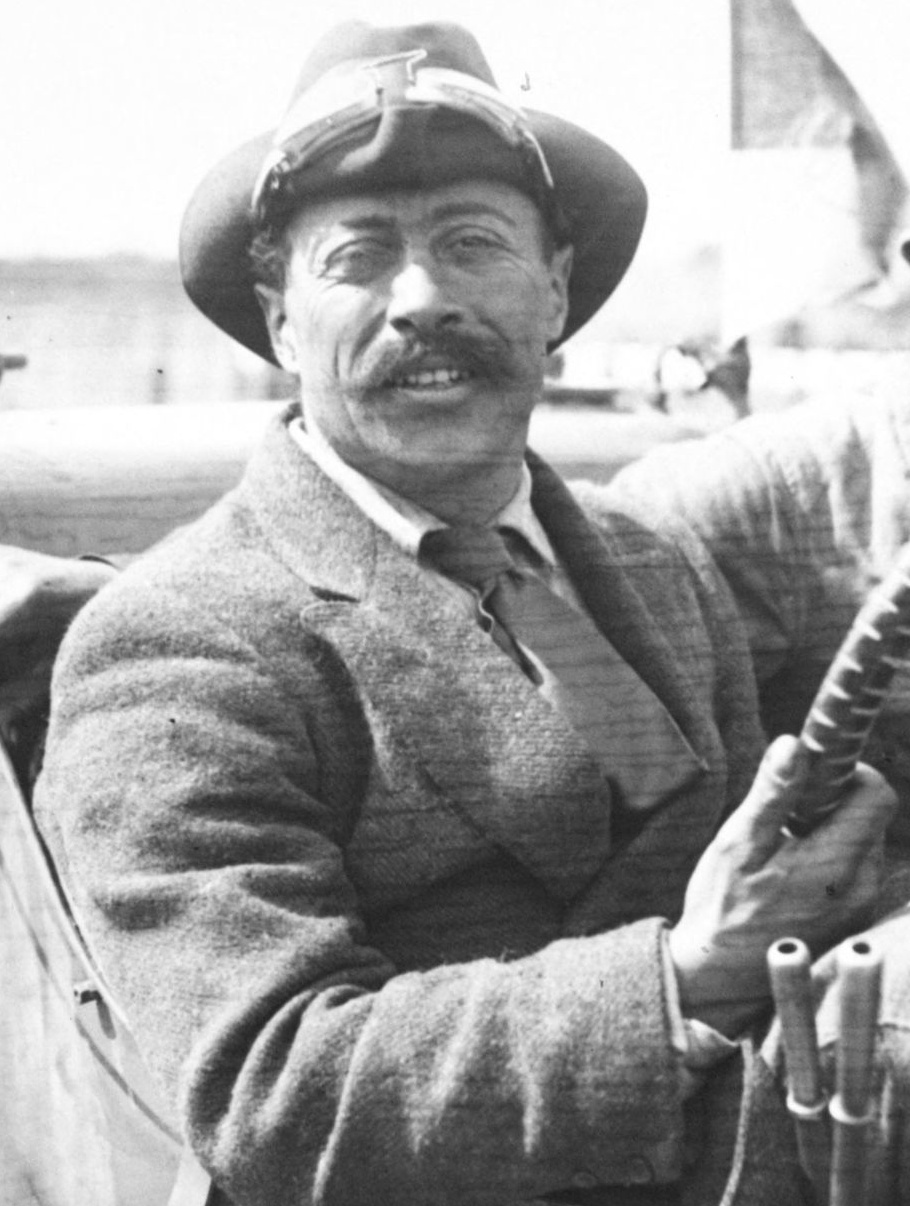
Philippe de Marne sur sa Grégoire (GP de l'ACF 1912).
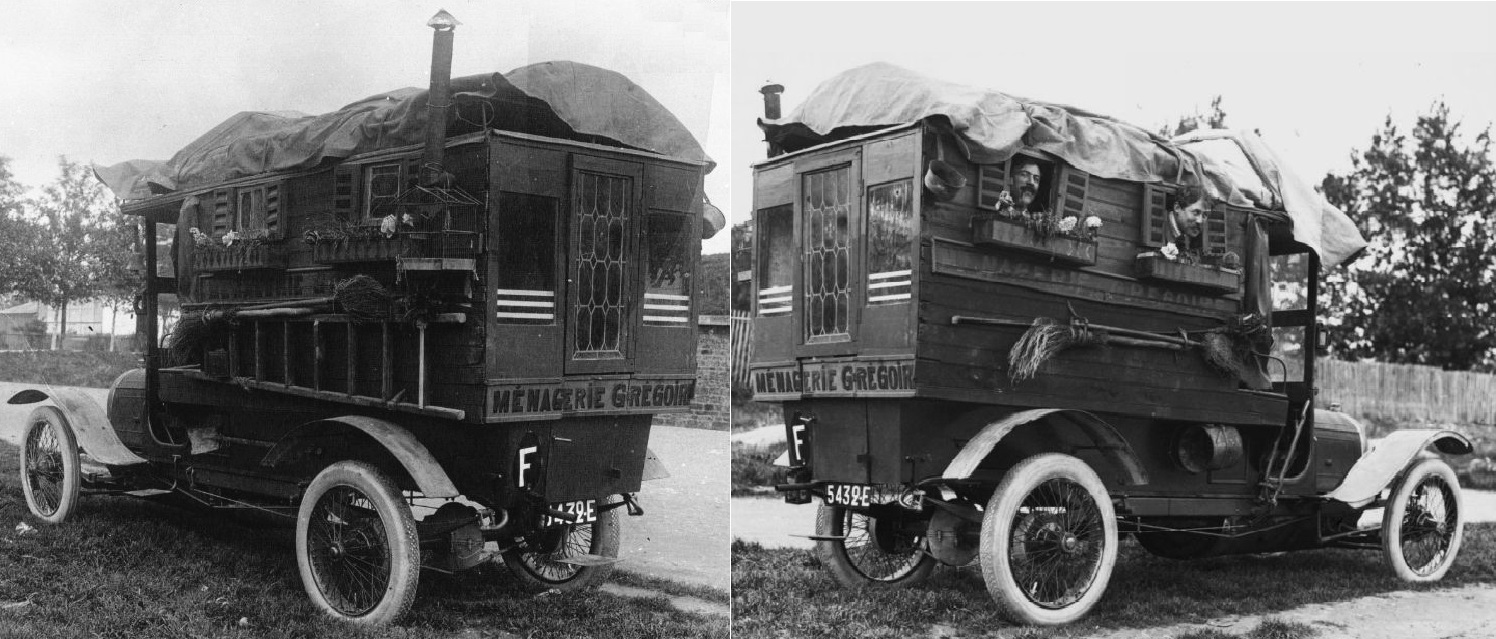
« La ménagerie » de la roulotte Grégoire, septembre 1912.
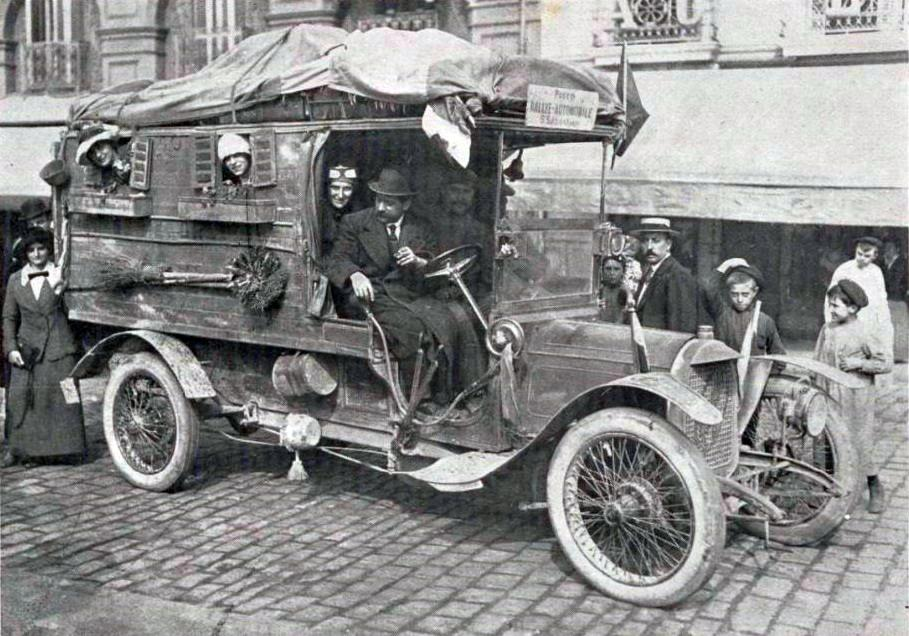
La « ménagerie » Grégoire, arrivée première des carrosseries fermées au rallye Posen-Saint-Sébastien.

En septembre 1920, Hinstin remporte le rallye de régularité du meeting de Boulogne.

## Remarques
- Des voitures Hotchkiss ont porté à 247 exemplaires le nom de Grégoire de 1950 à 1954 (et même 1955 pour une version Sport). Il s'agit en fait de modèles élaborés par l'ingénieur polytechnicien Jean-Albert Grégoire, fondateur en 1926 de Tracta avec Pïerre Fenaille.